# Sclerasterias
Sclerasterias is een geslacht van zeesterren uit de familie Asteriidae.

## Soorten
- Sclerasterias alexandri (Ludwig, 1905)
- Sclerasterias contorta (Perrier, 1881)
- Sclerasterias dubia (H.L. Clark, 1909)
- Sclerasterias eructans (McKnight, 2006)
- Sclerasterias euplecta (Fisher, 1906)
- Sclerasterias eustyla (Sladen, 1889)
- Sclerasterias guernei Perrier, 1891
- Sclerasterias heteropaes Fisher, 1924
- Sclerasterias mazophora (Wood-Mason & Alcock, 1891)
- Sclerasterias mollis (Hutton, 1872)
- Sclerasterias neglecta (Perrier, 1891)
- Sclerasterias parvulus (Perrier, 1891)
- Sclerasterias richardi (Perrier, 1882)
- Sclerasterias satsumana (Döderlein, 1902)
- Sclerasterias tanneri (Verrill, 1880)